# Asociación de Bancos de México
La Asociación de Bancos de México, A.C. (ABM, por sus siglas) es la agrupación de las principales instituciones financieras de ese país.

## Antecedentes
La Asociación de Bancos de México, A.C. se fundó el 12 de noviembre de 1928, con el nombre de Asociación de Banqueros de México, y fue su objetivo representar los intereses generales de la banca mexicana. Desde su fundación, la Asociación de Bancos de México se ha desempeñado como el organismo de las instituciones de crédito, ha colaborado con sus asociados en el logro de los objetivos generales y en todas aquellas actividades relacionadas con la prestación de los servicios de banca y crédito.
Modernizando el sistema de pagos, ha desempeñado un papel fundamental en el marco de las relaciones entre las distintas instituciones de crédito, y también entre éstas y el gobierno mexicano, con los intermediarios financieros no bancarios, con otros organismos de representación y con instituciones internacionales.

### Bancos integrantes
- ABC Capital
- American Express Bank
- Banca Afirme
- Banca Mifel
- Banco Actinver
- Banco Autofin México
- Banco Azteca
- Banco Base
- Compartamos Banco
- Banco Credit Suisse (México)
- Banco del Bajío
- Banco Covalto[1]
- Banco Forjadores[2]
- Banco Inbursa[3]
- Banco Inmobiliario Mexicano[4]
- Banco Interacciones
- Banco Invex[5]
- Banco JP Morgan
- Banorte
- Banco Monex[6]
- Banco Multiva
- Citibanamex
- Banco PagaTodo[7]
- Banco Progreso Chihuahua
- Banco Regional de Monterrey
- Banco Sabadell
- Banco Santander
- Banco Ve por Más[8]
- BanCoppel[9]
- Bancrea[10]
- Bank of America Mexico
- Bank of Tokio Mitsubishi UFJ (México)
- Bankaool[11]
- Bansí
- Banclays Bank México
- BBVA México
- CIBanco[12]
- Consubanco[13]
- Deutsche Bank Mexico
- Fundación Dondé Banco[14]
- HSBC México
- Industrial and Commercial Bank of China
- Intercam Banco[15]
- Investa Bank[16]
- Scotiabank
- Shinhan Bank
- UBS Bank México[17]
- Volkswagen Bank[18]

## Presidentes
| Presidentes                       | Periodo                             | Banco de procedencia                                         |
| --------------------------------- | ----------------------------------- | ------------------------------------------------------------ |
| Alberto Mascareñas Navarro        | 1928 - 1932                         | Banco de México                                              |
| Agustín Rodríguez Cotera          | 1932 - 1935                         | Banco de México                                              |
| Gonzalo Robles Fernández          | 1935                                | Banco de México                                              |
| Salvador Ugarte Vizcaíno          | 1935 - 1936 1944 - 1945 1957 - 1958 | Banco de Comercio                                            |
| Luis Gonzaga Legorreta García     | 1936 - 1937 1943 - 1944             | Banco Nacional de México                                     |
| Epigmenio Ibarra                  | 1937 - 1938                         | Banco Mexicano                                               |
| Mario Domínguez                   | 1938 - 1940 1945 - 1946             |                                                              |
| Adolfo Desentis                   | 1940 - 1941                         |                                                              |
| Raúl Baillères Chávez             | 1941 - 1942                         | Crédito Minero y Mercantil                                   |
| Carlos Novoa Rouvignac            | 1946 - 1947                         | Banco de México                                              |
| Luis Montes de Oca                | 1947 - 1948                         | Banco Internacional                                          |
| Aníbal de Iturbide Preciat        | 1948 - 1949 1955 - 1956             | Banco de Comercio                                            |
| Alfonso Díaz Garza                | 1949 - 1950 1953 - 1954             |                                                              |
| Gustavo R. Velasco                | 1950 - 1951                         | Banco Internacional                                          |
| Luis Latapí                       | 1951 - 1952                         |                                                              |
| Arturo Bueno y Urquidi            | 1952 - 1953 1958 - 1959             | Banco del País                                               |
| Agustín Legorreta López Guerrero  | 1954 - 1955 1959 - 1960             | Banco Nacional de México                                     |
| Augusto Domínguez                 | 1956 - 1957                         | Banco General de Capitalización                              |
| Francisco F. Maldonado            | 1960 - 1961                         | Compañía General de Aceptaciones                             |
| Rolando Vega Iñíguez              | 1961 - 1962 1969 - 1970 1979 - 1980 | Banco de Industria y Comercio / Banca Confía                 |
| Jesús Rodríguez Gómez             | 1962 - 1963                         |                                                              |
| Manuel Flores                     | 1963 - 1964                         | Banco Internacional                                          |
| Carlos C. Mendiola                | 1964 - 1965                         | Banco Comercial Mexicano                                     |
| Manuel Espinosa Yglesias          | 1965 - 1966 1971 - 1972             | Sistema Bancos de Comercio                                   |
| José Antonio César                | 1966 - 1967                         | Compañía General de Aceptaciones / Banco de Londres y México |
| Ladislao López Negrete            | 1967 - 1968                         | Banco Nacional de México                                     |
| Héctor Flores                     | 1968 - 1969                         | Crédito Minero y Mercantil                                   |
| Manuel Cortina Portilla           | 1970 - 1971 1975 - 1976             | Financiera México                                            |
| José María Cuarón                 | 1972 - 1973                         | Financiera Aceptaciones                                      |
| Agustín Legorreta Chauvet         | 1973 - 1974                         | Banco Nacional de México                                     |
| José Pintado Rivero               | 1974 - 1975                         | Banco Comercial Mexicano                                     |
| Rubén Aguilar Monteverde          | 1976 - 1977                         | Banco Nacional de México                                     |
| Eugenio Eraña García              | 1977 - 1978                         | Bancomer                                                     |
| Carlos Abedrop Dávila             | 1978 - 1979 1982                    | Banco del Atlántico                                          |
| Arcadio Valenzuela                | 1980 - 1981                         | Banpaís                                                      |
| Víctor Manuel Herrera             | 1981 - 1982                         | Bancomer                                                     |
| José Juan de Olloqui y Labastida  | 1984 - 1985                         | Banca Serfin                                                 |
| Gustavo Petriccioli               | 1985 - 1986                         | Nacional Financiera                                          |
| Fernando Solana Morales           | 1987 - 1988                         | Banco Nacional de México                                     |
| Francisco Vizcaya                 | 1988 - 1989                         | Banco del Atlántico                                          |
| Jaime Corredor Esnaola            | 1989 - 1990                         | Banco Internacional                                          |
| Humberto Soto Rodríguez           | 1990 - 1991                         | Banco Nacional de Comercio Exterior                          |
| Óscar Espinosa Villarreal         | 1991 - 1992                         | Nacional Financiera                                          |
| Ricardo Guajardo Touché           | 1992 - 1993                         | Bancomer                                                     |
| Roberto Hernández Ramírez         | 1993 - 1994                         | Banco Nacional de México                                     |
| José Madariaga Lomelí             | 1994 - 1996                         | Multibanco Mercantil Probursa BBV México                     |
| Antonio del Valle Ruiz            | 1997 - 1998                         | Banco Internacional                                          |
| Carlos Gómez y Gómez              | 1998 - 2000                         | Banco Santander Mexicano                                     |
| Héctor Rangel Domene              | 2000 - 2002                         | BBVA Bancomer                                                |
| Othón Ruiz Montemayor             | 2002 - 2003                         | Banco Mercantil del Norte                                    |
| Manuel Medina Mora Escalante      | 2003 - 2005                         | Banco Nacional de México                                     |
| Marcos Martínez Gavica            | 2005 - 2007 2017 - 2019             | Santander Serfin / Banco Santander México                    |
| Enrique Castillo Sánchez Mejorada | 2007 - 2009                         | Ixe                                                          |
| Ignacio Deschamps González        | 2009 - 2011                         | BBVA Bancomer                                                |
| Jaime Ruiz Sacristán              | 2011 - 2013                         | Banco Ve por Más                                             |
| Javier Arrigunaga Gómez del Campo | 2013 - 2014                         | Banco Nacional de México                                     |
| Luis Robles Miaja                 | 2014 - 2017                         | BBVA Bancomer                                                |
| Luis Niño de Rivera               | 2019 - 2021                         | Banco Azteca                                                 |
| Daniel Becker Feldman             | 2021 - 2023                         | Banca Mifel                                                  |
| Julio Carranza Bolivar            | 2023 - 2025                         | Bancoppel                                                    |
| Emilio Romano Mussali             | 2025 -                              | Bank of America México                                       |

### Citas
1. ↑  https://www.eleconomista.com.mx/sectorfinanciero/Credijusto-compra-a-Finterra-CNBV-aprueba-y-nace-Covalto-20220514-0001.html
2. ↑  Página web oficial de Banco Forjadores
3. ↑  Página web oficial de Banco Inbursa
4. ↑  Página web oficial de Banco Inmobiliario Mexicano
5. ↑  Página web oficial de Banco Invex
6. ↑  Página web oficial de Banco Monex
7. ↑  Página web oficial de Banco PagaTodo
8. ↑  Página web oficial de Banco Ve por Máx
9. ↑  Página web oficial de BanCoppel
10. ↑  Página web oficial de Bancrea
11. ↑  Página web oficial de Bankaool
12. ↑  Página web oficial de CIBanco
13. ↑  Página web oficial de Consubanco
14. ↑  Página web oficial de Fundación Dondé Banco
15. ↑  [Página web oficial de Intercam Banco]
16. ↑  [Página web oficial de Investa Bank]
17. ↑  Página web oficial de UBS Bank México
18. ↑  Página web oficial de Volkswagen Bank
19. ↑  «En la Cuarta Convención de Banqueros». El Informador. 24 de marzo de 1937.
20. 1 2  Anaya Merchant, Luis (2020). Luis Montes de Oca (1894-1958). El renovador, el hacendista el banquero y la familia revolucionaria. Cuernavaca, Morelos: Universidad Autónoma del Estado de Morelos. ISBN 978-607-8784-04-2. Consultado el 14 de mayo de 2025.
21. ↑  «Medios para Incrementar el Progreso Económico». El Informador. 27 de abril de 1955.
22. ↑  Del Ángel Mobarak, Gustavo (2007). BBVA Bancomer. 75 años de historia. BBVA Bancomer, S.A. Institución de Banca Múltiple, Grupo Financiero BBVA Bancomer. ISBN 9685947015.
23. ↑  «Ponencias de los banqueros de Guadalajara aprobadas ayer». El Informador. 25 de abril de 1956.
24. ↑  Paxman, Andrew (19 de marzo de 2021). «The Takeover of the Banco de Comercio of 1954: Collision and Collusion between Mexican Political and Business Elites». América Latina en la Historia Económica 28 (2): 1-22. doi:10.18232/alhe.1174. Consultado el 14 de mayo de 2025.
25. ↑  «Designación de Directivos». El Informador. 30 de abril de 1960.
26. ↑  «Las inversiones de capital extranjero y el crédito». El Informador. 30 de marzo de 1963.
27. ↑  «Lo Eligieron Presidente». El Informador. 14 de marzo de 1964.
28. 1 2  «Convención de Banqueros». El Informador. 16 de marzo de 1966.
29. ↑  Banca Serfin, S.N.C (1990). 125 de la Banca Serfin. ISBN 968715317 |isbn= incorrecto (ayuda).
30. ↑  «Nuevo Presidente». El Informador. 4 de marzo de 1967.
31. ↑  «Firme Deseo de la Banca Privada de Auxiliar al Sector Campesino». El Informador. 14 de marzo de 1970.
32. ↑  «La Asociación de Banqueros del País designó Presidente y Vicepresidente». El Informador. 11 de marzo de 1972.
33. ↑  «La Banca Privada desea colaborar en el Progreso». El Informador. 28 de marzo de 1974.
34. 1 2  Espinosa Yglesias, Manuel. Bancomer: logro y destrucción de un ideal (2. edición). México, D.F: Centro de Estudios Espinosa Yglesias. ISBN 978-968-9221-03-6. Consultado el 9 de mayo de 2025.
35. ↑  «Corredor Asnaola, nuevo presidente de la AMB». El Informador. 5 de agosto de 1989.
36. ↑  Del Ángel Mobarak, Gustavo (abril de 2021). «El sistema bancario mexicano ¿Neocolonialismo o globalidad?». Revista de la Universidad de México. Consultado el 9 de mayo de 2025.